# Abdoul Aziz Kaboré
Abdoul Aziz Kaboré, né le 1er janvier 1994 à Ouagadougou, est un footballeur international burkinabé qui joue au poste de milieu défensif au SC Bettembourg.

## Biographie

### En club
Abdoul Aziz Kaboré signe son premier contrat professionnel en faveur du Valenciennes FC le 16 mai 2014, après trois saisons passées au centre de formation. Il fait ses débuts en pro le 1er août 2014 lors de la première journée de Ligue 2. Il marque son premier but lors d'un déplacement à Ajaccio le 24 octobre 2014.
Le 20 juin 2017, il s'engage avec l'US Boulogne pour une saison.

### En sélection
Il est l'un des artisans de la victoire de son équipe lors de la CAN des moins de 17 ans en 2011. Il inscrit en effet le but de la victoire face au Rwanda. Ce sacre lui permet de participer à la Coupe du monde des moins de 17 ans organisée au Mexique, où il joue deux matchs, contre le Panama et l'Allemagne.
Il reçoit sa première sélection avec les Étalons le 5 mars 2014 à l'occasion d'un match amical contre les Comores (victoire 2-3).

## Palmarès
- Vainqueur de la Coupe d'Afrique des nations des moins de 17 ans 2011 avec l'équipe du Burkina Faso des moins de 17 ans

## Statistiques
| Saison                | Club                  | Championnat           | Championnat | Championnat | Coupe nationale | Coupe nationale | Coupe de la Ligue | Coupe de la Ligue | Compétition(s) continentale(s) | Compétition(s) continentale(s) | Compétition(s) continentale(s) | Burkina Faso | Burkina Faso | Total | Total |
| Saison                | Club                  | Division              | M.          | B.          | M.              | B.              | M.                | B.                | Comp.                          | M.                             | B.                             | M.           | B.           | M.    | B.    |
| 2014-2015             | Valenciennes FC       | Ligue 2               | 21          | 1           | 1               | 0               | 1                 | 0                 | -                              | -                              | -                              | 1            | 0            | 24    | 1     |
| 2015-2016             | Valenciennes FC       | Ligue 2               | 20          | 0           | 1               | 0               | 1                 | 0                 | -                              | -                              | -                              | 1            | 0            | 23    | 0     |
| 2016-2017             | Valenciennes FC       | Ligue 2               | 8           | 0           | 1               | 0               | 1                 | 0                 | -                              | -                              | -                              | 1            | 0            | 11    | 0     |
| Sous-total            | Sous-total            | Sous-total            | 49          | 1           | 3               | 0               | 3                 | 0                 | -                              | -                              | -                              | 3            | 0            | 58    | 1     |
| 2017-2018             | US Boulogne           | National              | 12          | 0           | 1               | 0               | -                 | -                 | -                              | -                              | -                              | -            | -            | 13    | 0     |
| Sous-total            | Sous-total            | Sous-total            | 12          | 0           | 1               | 0               | -                 | -                 | -                              | -                              | -                              | -            | -            | 13    | 0     |
| 2018-2019             | FC Fleury 91          | National 2            | 1           | 0           | -               | -               | -                 | -                 | -                              | -                              | -                              | -            | -            | 1     | 0     |
| Sous-total            | Sous-total            | Sous-total            | 1           | 0           | -               | -               | -                 | -                 | -                              | -                              | -                              | -            | -            | 1     | 0     |
| 2019-2020             | Union Titus Pétange   | Division Nationale    | 16          | 0           | 1               | 0               | -                 | -                 | -                              | -                              | -                              | -            | -            | 17    | 0     |
| 2020-2021             | Union Titus Pétange   | Division Nationale    | 15          | 0           | 1               | 0               | -                 | -                 | C3                             | 1                              | 0                              | -            | -            | 17    | 0     |
| Sous-total            | Sous-total            | Sous-total            | 31          | 0           | 2               | 0               | -                 | -                 | -                              | 1                              | 0                              | -            | -            | 34    | 0     |
| 2021-2022             | F91 Dudelange         | Division Nationale    | 7           | 1           | 1               | 0               | -                 | -                 | C4                             | 1                              | 0                              | -            | -            | 9     | 1     |
| Sous-total            | Sous-total            | Sous-total            | 7           | 1           | 1               | 0               | -                 | -                 | -                              | 1                              | 0                              | -            | -            | 9     | 1     |
| Total sur la carrière | Total sur la carrière | Total sur la carrière | 61          | 1           | 4               | 0               | 3                 | 0                 | -                              | 2                              | 0                              | 3            | 0            | 73    | 1     |

## Note et référence
1. ↑  Abdoul Aziz Kaboré signe pro au VAFC !, article sur va-fc.com, 16 mai 2014
2. ↑  Officiel : Abdoul-Aziz Kabore quitte Valenciennes !, article sur maligue2.fr, 20 juin 2017
3. ↑  « Statistiques avec les moins de 17 ans », sur transfermarkt.fr
4. ↑  (en) « Fiche de Abdoul Aziz Kaboré », sur national-football-teams.com
5. ↑  « Fiche d’Abdoul Aziz Kaboré », sur footballdatabase.eu